# Андриановский
Андриановский — хутор в Новониколаевском районе Волгоградской области России. Входит в состав Красноармейского сельского поселения.

## География
Хутор находится в северо-западной части Волгоградской области, в степной зоне, в пределах Хопёрско-Бузулукской равнины, на левом берегу реки Купавы, на расстоянии примерно 48 километров (по прямой) к северо-востоку от посёлка городского типа Новониколаевский, административного центра района. Абсолютная высота — 140 метров над уровнем моря.
Часовой пояс
Хутор Андриановский, как и вся Волгоградская область, находится в часовой зоне МСК (московское время). Смещение применяемого времени относительно UTC составляет +3:00.

## Население
| 2010 |
| ---- |
| 64   |

Гендерный состав
По данным Всероссийской переписи населения 2010 года в гендерной структуре населения мужчины составляли 50 %, женщины — соответственно также 50 %.
Национальный состав
Согласно результатам переписи 2002 года, в национальной структуре населения русские составляли 92 % из 88 чел.

## Улицы
Уличная сеть хутора состоит из двух улиц.